# Šabac (općina)
Općina Šabac je općina u Republici Srbiji. Nalazi se u Središnjoj Srbiji i spada u Mačvanski okrug. Središte općine je grad Šabac.

## Stanovništvo
Prema popisu stanovništva iz 2002. godine u općini živi 122.893 stanovnika, raspoređenih u 52 naslja.